# Pharmakophagie
Als Pharmakophagie wird die vom Nahrungserwerb unabhängige Aufnahme von chemischen Stoffen durch  phytophage, also Pflanzen fressende, Insekten bezeichnet. Die aufgenommenen Stoffe dienen dabei vor allem der eigenen Verteidigung gegen Fressfeinde oder der innerartlichen Kommunikation. Die aufgenommenen Pflanzenstoffe sind dabei vor allem sekundäre Pflanzenstoffe, die als Reinsubstanz fraßstimulierend auf die Tiere wirken.
Zu den besonders häufig aufgenommenen Stoffen gehören die Pyrrolizidinalkaloide, die teilweise in kristalliner Form aus totem Pflanzenmaterial gelöst werden. Bekannte pharmakophage Arten sind dabei unter den Schmetterlingen die Raupen der Danainae-Arten und der Bärenspinner (Arctiidae) sowie des Tabakschwärmers, verschiedene Arten der Blattkäfer (Chrysomelidae) sowie Heuschrecken aus der Familie Pyrgomorphidae.